# 科琳·拉贝茨基
科琳·拉贝茨基（英語：Coryn Labecki，1992年8月26日—），旧姓里韦拉（Rivera），美国女子自行车运动员，2010年世界青年公路自行车锦标赛女子公路赛铜牌得主、2018年世界公路自行车锦标赛女子团体计时赛铜牌得主。